# حشره‌خوار کلیمانجارو
 حشره‌خوار کلیمانجارو (نام علمی: Crocidura monax) نام یک گونه از سرده حشره‌خوارهای دندان‌سفید است.